# Heaven's Drive
"Heaven's Drive" é o décimo sexto single da banda japonesa L'Arc-en-Ciel, lançado em 21 de abril de 1999 e incluído no álbum Ark. A duração da faixa de lado B "Metropolis ~Android Goes to Sleep Mix~" é de 9 minutos e 59 segundos, e a canção "Metropolis" foi originalmente incluída no single "Winter Fall" como b-side. A banda tocou a música no 50° Kōhaku Uta Gassen.
Ficou no topo do Oricon Singles Chart por duas semanas e vendeu mais de 634.000 cópias em sua primeira semana. Permaneceu na parada por doze semanas. No mês de lançamento, foi certificado milhão pela RIAJ e logo depois foi promovido para platina tripla, vendendo mais de 1,200,000 cópias no total. É o terceiro single mais vendido da banda, atrás de "Honey" e "Snow Drop".

## Faixas
Todas as letras escritas por Hyde. 
| N.º            | Título                                   | Música                  | Duração |  |
| 1.             | "Heaven's Drive"                         | Hyde                    | 4:21    |  |
| 2.             | "Metropolis ~Android Goes to Sleep Mix~" | Ken, remix por Yukihiro | 9:59    |  |
| Duração total: | Duração total:                           | Duração total:          | 14:20   |  |

## Ficha técnica
- Hyde – vocais
- Ken – guitarra
- Tetsu – baixo
- Yukihiro – bateria

## Desempenho
| Parada (1998) | Melhor posição |
| ------------- | -------------- |
| Oricon        | #1             |